# 대한민국 형법 제10조
대한민국 형법 제10조는 심신장애인에 대한 형법총론의 조문이다. 1항에 있는 자를 심신상실, 2항에 해당하는 자를 심신미약이라고도 한다.

## 조문
제10조(심신장애인) ① 심신장애로 인하여 사물을 변별할 능력이 없거나 의사를 결정할 능력이 없는 자의 행위는 벌하지 아니한다.

② 심신장애로 인하여 전항의 능력이 미약한 자의 행위는 형을 감경 할 수 있다.

③ (원인에 있어서 자유로운 행위) 위험의 발생을 예견하고 자의로 심신장애를 야기한 자의 행위에는 전 2항의 규정을 적용하지 아니한다.

第10條(심신장애인) ① 心神障碍로 因하여 事物을 辨別할 能力이 없거나 意思를 決定할 能力이 없는 者의 行爲는 罰하지 아니한다.

② 心神障碍로 因하여 前項의 能力이 微弱한 者의 行爲는 刑을 減輕한다.

③ 危險의 發生을 豫見하고 自意로 心神障碍를 惹起한 者의 行爲에는 前2項의 規定을 適用하지 아니한다.

## 비교 조문
일본형법 제39조(심신상실 및 심신미약) ① 심신상실자의 행위는 벌하지 아니한다.
② 심신미약자의 행위는 그 형을 감경한다.

## 판례

### 원인에 있어서의 자유로운 행위
형법 제10조 제3항의 적용을 받는 원인에 있어서의 자유로운 행위는 고의뿐만 아니라 과실에 의한 경우도 해당한다.

### 심신장애 부정

#### 음주운전
- 음주운전을 할 의사를 가지고 음주만취한 후 운전을 결행하여 교통사고를 일으킨 경우 심신장애로 인한 감경 등을 할 수 없다[2]

#### 뇌전증
- 피고인이 평소 지랄병 증세가 있었더라도 범행 당시에는 지랄병이 발작하지 아니하였다면 이는 책임감면사유인 심신장애 내지는 심신미약의 경우에 해당하지 아니한다[3]

#### 소아기호증
- 사춘기 이전의 소아들을 상대로 한 성행위를 중심으로 성적 흥분을 강하게 일으키는 공상, 성적 충동, 성적 행동이 반복되어 나타나는 소아기호증은 성적인 측면에서의 성격적 결함으로 인하여 나타나는 것으로, 소아기호증과 같은 질환이 있다는 사정은 특단의 사정이 없는 한 그 자체만으로 소아들을 상대로 한 성범죄에 대한 형의 감면사유인 심신장애에 해당하지 아니한다[4]
- 소아기호증의 정신적 장애가 있는 자라면 범행 당시 정상적인 사물변별능력이나 행위통제능력이 있었다면 형법 제10조의 심신장애로 볼 수 없다.[5]

### 심신장애 판단기준
- 심신장애 유무는 법률문제로, 전문감정인의 정신감정 결과가 중요한 참고자료가 되기는 하나, 법원으로서는 반드시 그 의견에 기속을 받는 것은 아니고, 그러한 감정결과뿐만 아니라 범행의 경위, 수단, 범행 전후의 피고인의 행동 등 기록에 나타난 제반 자료 등을 종합하여 단독적으로 판단하여야 한다.[6]
- 형법 제10조의 심신장애로 인하여 사물을 변별할 능력이 없거나 의사를 결정할 능력이 없는 자 및 이와 같은 능력이 미약한 자라 함은 어느 것이나 심신장애의 상태에 있는 사람을 말하고, 이 양자는 단순히 그 장애정도의 강약의 차이가 있을 뿐 정신장애로 인하여 사물의 시비 또는 선악을 변별할 능력이 없거나 그 변별한 바에 따라 행동할 능력이 없는 경우와, 정신장애가 위와 같은 능력을 결여하는 정도에는 이르지 않았으나 그 능력이 현저하게 감퇴된 상태를 말한다.[7]
- 음주로 인한 심신장애의 여부는 기록에 나타나는 제반자료와 공판정에서의 피고인의 진술 등을 종합하여 판단하여도 무방하고 반드시 전문의사에 의한 감정에 의하여야 하는 것은 아니다[8]
- 범행당시의 정신상태에 관하여서는 전문의에 의한 의학상의 감정에 의하지 아니하면 정신의 미약 정도를 인정키 난하다 할 것인데 증인의 증언만에 의하여 범인의 범행 당시에 정신상태가 사물을 변별할 능력이 미약하다고 인정하였음은 위법이다[9]
- 피고인의 정신장애의 정도는 전문가의 감정에 의하여 가리는 것이 원칙적으로 바람직한 것이지만 기록에 나타난 제반자료와 공판정에서의 피고인의 태도 등을 종합하여 그 정도가 판단되는 경우에는 전문가의 감정에 의하지 않고 이를 인정하였다 하여 위법이라 할 수 없다[10]
- 형법 제10조 제1항 소정의 심신상실자는 사물변별능력, 즉 사물의 선악과 시비를 합리적으로 판단하여 구별할 수 있는 능력이 결여되거나 의사결정능력, 즉 사물을 변별한 바에 따라 의지를 정하여, 자기의 행위를 통제할 수 있는 능력이 결여된 상태에 있는 자를 말하며, 같은 조 제2항의 심신미약자는 위와 같은 사물변별능력이나 의사결정능력이 결여된 정도는 아니고 미약한 상태에 있는 자를 말하는 것인바, 위 사물변별능력이나 의사결정능력은 판단능력 또는 의지능력과 관련된 것으로서 사실의 인식능력이나 기억능력과는 반드시 일치하는 것이 아니다[11]
- 피고인이 범행 당시 그 심신장애의 정도가 단순히 사물을 변별할 능력이나 의사를 결정할 능력이 미약한 상태에 그쳤는지 아니면 그러한 능력이 상실된 상태이었는지 여부가 불분명하므로, 원심으로서는 먼저 피고인의 정신상태에 관하여 충실한 정보획득 및 관계 상황의 포괄적인 조사, 분석을 위하여 피고인의 정신장애의 내용 및 그 정도 등에 관하여 정신의로 하여금 감정을 하게 한 다음, 그 감정결과를 중요한 참고자료로 삼아 범행의 경위, 수단, 범행 전후의 행동 등 제반 사정을 종합하여 범행 당시의 심신상실 여부를 경험칙에 비추어 규범적으로 판단하여 그 당시 심신상실의 상태에 있었던 것으로 인정되는 경우에는 무죄를 선고하여야 한다[12]

## 개정 및 특례
조두순 사건 이후 아동성폭력범죄등에 음주나 약물에 의한 심신미약 감경을 하지 않을 수 있도록, 성폭력특별법에 부칙이 들어가게 되었고, 2018년에 서울 강서구 PC방 살인 사건으로 일반범죄에도 심신미약의 의무 감경이 폐지되었다.

## 참고문헌
- 최민영. (2022). 신경과학의 발달과 형법 제10조 책임능력의 문제. 형사법연구, 34(4), 195-217.
- 류화진. (2016). 형법 제10조 감경규정에 관한 특례의 개정법률안 검토. 법학연구, 57(4), 141-168.

### 제1항
- 이상문. (2008). 형법 제10조 제1항의 개선방안. 경찰법연구, 6(2), 344-366.
- (2006). 責任能力判斷의 이론적 구조와 법률적 판단의 의미내용 - 형법 제10조 제1항 및 제2항의 해석론과 관련하여 -. 법조, 55(7), 230-257.

### 제2항
- 최준혁. (2018). 형법 제10조 제2항의 해석론. 형사정책, 30(3), 107-144.
- 권영법. (2013). 형법 제10조 제2항에 대한 비판적 고찰-비교법적 고찰을 통한 현행 제도에 대한 분석과 입법안의 검토 및 제안을 중심으로 -. 형사법연구, 25(4), 33-72.

### 제3항
- 정지훈. (2023). 형법 제10조 제3항의 해석론에 대한 재검토. 형사법연구, 35(1), 60-100.
- 박달현. (2022). 형법 제10조 제3항의 형법이론적 문제점과 ‘체계적’ 고찰. 강원법학, 69, 105-152.
- (2018). 주취감면배제에 대한 형법 제10조 제3항 적용에 관한 연구-불가분적 연관설 규명을 통한 가칭 위험성범죄의 책임응보론 구축-. 형사법연구, 30(3), 63-96.
- 김준혁. (2015). 원인에 있어서 자유로운 행위와 형법 제10조 제3항. 한양법학, 26(4), 189-209.
- 권내건. (2013). 형법 제10조 제3항의 적용에 관한 실무의 동향. 법조, 62(10), 5-43.
- 홍영기. (2013). actio libera in causa: 형법 제10조 제3항의 단순한 해석. 형사법연구, 25(2), 63-96.
- 홍태석. (2010). 형법 제10조 제3항의 가벌성에 관한 재조명. 원광법학, 26(1), 493-511.
- 김성룡. (2009). 현행 형법 체계에 기초한 제10조제3항에 대한 해석론의 대상과 쟁점. 비교형사법연구, 11(1), 163-182.
- 이상문. (2008). 형법 제10조 제1항의 개선방안. 경찰법연구, 6(2), 344-366.
- 한정환. (2006). 형법 제10조 제3항과 원인에 있어서 자유로운 행위. 형사법연구,(25), 139-162.
- 박현준. (2002, 3). 刑法 제10조 제3항의 適用範圍. 사법행정, 43(3), 2-11.

## 같이 보기
- 원인에 있어서 자유로운 행위
- 대한민국 형법 제9조 형사미성년자
- 심신상실
- 심신미약